# Amata magistri
Amata magistri là một loài bướm đêm thuộc phân họ Arctiinae, họ Erebidae.